# Victor F. Hess
Victor Franz Hess, född den 24 juni 1883 i Steiermark i Österrike, död 
den 17 december 1964 i Mount Vernon i USA, var en österrikisk-amerikansk fysiker, som tilldelades Nobelpriset i fysik 1936 för sin upptäckt av  kosmisk strålning.

## Biografi

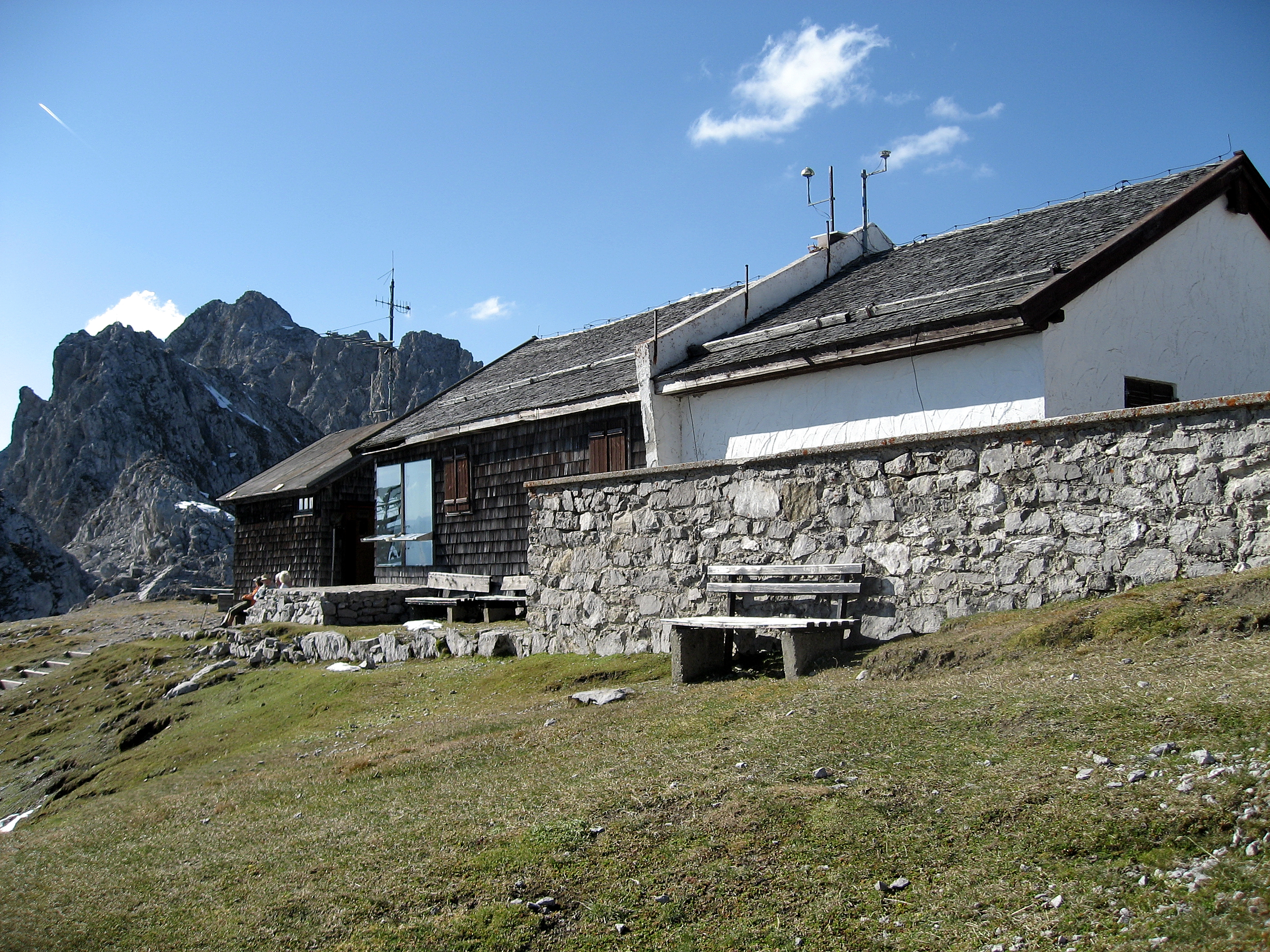
Forskningsstationen som Hess grundade på Hafelekarspitze.

Victor F. Hess föddes på slottet Waldstein utanför Peggau i Steiermark i Österrike som son till jägmästare Vinzens Hess och Serafine Edle von Grossbauer-Waldstätt.
Hess fick sin gymnasieutbildning i Graz. Han studerade sedan vid Graz universitet 1901–1905 och doktorerade vid samma lärosäte 1910. Under en kort period verkade han vid institutionen för fysik vid Wiens universitet och kom där i kontakt med professor Egon Schweidler som introducerade honom i nya upptäckter kring radioaktivitet. Åren 1910–1920 arbetade Hess som assistent till Stefan Meyer vid institutionen för radiumforskning vid Österrikes vetenskapsakademi i Wien. År 1920 utsågs han till biträdande professor i experimentell fysik vid universitet i Graz. Därifrån var han tjänstledig 1921–1923 för arbete i USA, där han startade och verkade som direktor för forskningslaboratoriet hos United States Radium Corporation. Han fungerade även som fysikkonsult för United States Department of the Interior.
Hess blev 1925 ordinarie professor i experimentell fysik i Graz och 1931 tilldelades han en professur vid Innsbrucks universitet. Där var han direktor för det då nyligen startade radiologiska institutet. Under sin tid i Innsbruck grundade Hess en mätstation på 2 300 meters höjd på berget Hafelekarspitze för att studera kosmisk strålning. År 1937 fick han på nytt en professur i Graz, men tvingades året därpå att emigrera till USA. Där blev han professor vid Fordham University i New York, varifrån han pensionerades 1956.

## Upptäckten av kosmisk strålning
Vid upprepade experiment 1912 uppmätte Hess graden av jonisering på olika höjd med hjälp av ballonger. Han påvisade att joniseringen i en hermetiskt tillsluten behållare successivt avtog upp till 1 000 meters höjd för att sedan på nytt börja tillta med ytterligare stigningar för att på 5 000 meters höjd vara flera gånger så hög som på marknivå. Han drog slutsatsen att detta måste bero på någon tidigare okänd högpenetrerande strålning som når jordens atmosfär från rymden. Genom att utföra samma experiment såväl dag som natt och vid solförmörkelse kunde Hess vidare dra slutsatsen att strålningen inte kommer från solen. Hess slutsatser möttes till en början av en hel del skepsis, men när forskning på området återupptogs efter att ha legat nere under första världskriget kom teoriernas giltighet snabbt att accepteras.
Genom kontinuerliga mätningar utförda vid den forskningsstation som Hess grundat på Hafelekarspitze påvisade hans forskargrupp på 1930-talet hur den kosmiska strålningen påverkas av lufttryck, temperatur och solaktivitet.

## Priser och utmärkelser
Hess erhöll stor internationell uppmärksamhet för sin upptäckt av kosmisk strålning. Bland annat tilldelades han några prestigefulla utmärkelser:

### Liebenpriset 1919
Hess mottog Liebenpriset 1919. Liebenpriset delades ut årligen 1863–1938 av den kejserliga vetenskapsakademien i Wien till yngre forskare från Österrike eller något närliggande land, definierat i statuterna, för enastående arbeten inom molekylärbiologi, kemi eller fysik. (Utdelandet återupptogs 2004.)

### Abbepriser 1932
År 1936 tilldelades Hess Abbe Memorial Prize och Abbe-medaljen av Carl Zeiss-institutet i Jena.

### Nobelpriset 1936
Hess delade Nobelpriset i fysik med Carl D. Anderson (som upptäckt positronen) 1936.

### Krater
Nedslagskratern Hess på månen är uppkallad efter honom och Harry H. Hess.